# Piaya melanogaster
Piaya melanogaster е вид птица от семейство Cuculidae.

## Разпространение
Видът е разпространен в Боливия, Бразилия, Венецуела, Гвиана, Еквадор, Колумбия, Перу, Суринам и Френска Гвиана.